# امامزاده سید ناصرالدین
امامزاده سید ناصرالدین (کردی : ئیمامزادە سەید ناسروڵدین) یکی از نوادگان امام کاظم بوده و مقبریه این امامزاده در روستای علی‌آباد بزرگ دهستان سید ناصرالدین بخش زرین آباد ۱۶ کیلومتری شهر پهله در شهرستان دهلران استان ایلام می‌باشد.

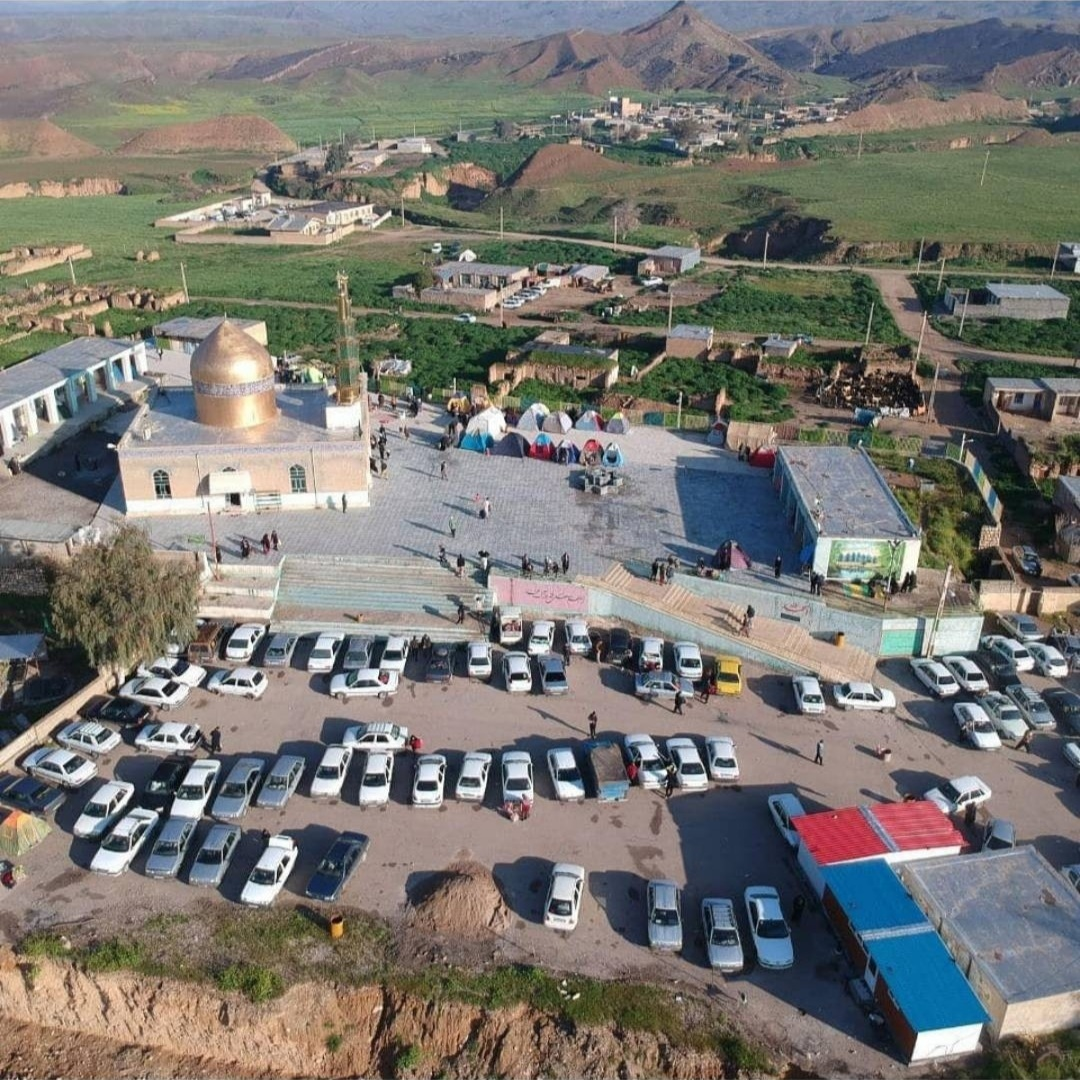
نمای هوایی از امامزاده سید ناصرالدین

## ظاهر امامزاده و بازسازی‌های آن
بنای این بقعه از زمان هولاکوخان مغول تقریبا ۶۸۰ سال پیش با مساحت ۲۲۵ مترمربع ساخته شده.
باز سازی مقبره به سه دوره تقسیم می‌شود.
- دوره اول در عهد شاه صفی صفوی در بین سال‌های ۱۰۳۸_ ۱۰۵۲ هـ. ق است که به صورت یک چهارطاقی ساخته شده بود.
- دوره دوم متعلق به دوران قاجاریه است که به والیگری حسینقلی خان فیلی ابوقداره، والی پشتکوه طی حکمی خطاب به نقباء و سادات موسوی دستور ساخت آن را به سال ۱۲۹۳ داد.
- دوره سوم مربوط به تخریب بنای باشکوه قبلی به تاریخ ۲۰ مهر ۱۳۶۶ است که توسط معمار علی خوشی جان به سرپرست اداره اوقاف ساخته شد که دارای ورودی، هشتی رواق ،ایوان، چهار شبستان، گنبد کلاه خودی و دو گلدسته است و بعد در ۱۳ اسفند سال ۱۳۸۳ ضریحی از جنس آب طلا و نقره که ساخت هنرمندان اصفهان بود، بر روی گنبد و گلدسته مرقد امامزاده نصب شد.[۵]

## گردشگری
این منطقه دارای پتانسیل های قوی تاریخی و مناظر بکر و دست نخورده  طبیعی نظیر دو روستا به نام علی آباد بزرگ ، علی آباد کوچک و قلعه‌ی بزرگ همچین بسیار زیبای شیاخ، قلعه انجیر، قلعه تخت سالار آبشار های هفتگانه روستای خربزان، آبشار سرطاف، آبشار بسیار زیبار و آب شیرین چپی-راسی نیز است.قلعه شیاخ در برگیرنده شهر باستانی شیاخ در شمال شرقی زرین آباد در استان ایلام است. این قلعه بر فراز تپه ای در دامنه کوه های تخت پیران قرار دارد.

## سرگذشت امامزاده
سید ناصرالدین پسر سلطان سید محسن از سادات جلیل القدر موسوی می‌باشد و یکی از نوادگان امام کاظم است که در سال ۹۱۴ هـ. ق در پشتکوه (ایلام) در ناحیه صفحه کرد کشته شده
پس از کشته شدن
از سید ناصرالدین یک پسر به نام سید طاهر و یک دختر بنام سیده مدیحه به یادگار ماند، که مدیحه به عقد ازدواج پسرعموی خود سید حمزه پسر سید حسن درآمد و سید طاهر نیز با دختر عموی خود مائده فرزند سید حسن ازدواج کرد و ثمره آن سه پسر به نام‌های فاخر، ثائر و محسن بود. نسل این امامزاده امروزه طایفه سادات سید ناصرالدین را تشکیل میدهند که پس از آمیخته شدن با مردم پشتکوه یکی از طوایف کردتبار ساکن پشتکوه است.

## نگارخانه

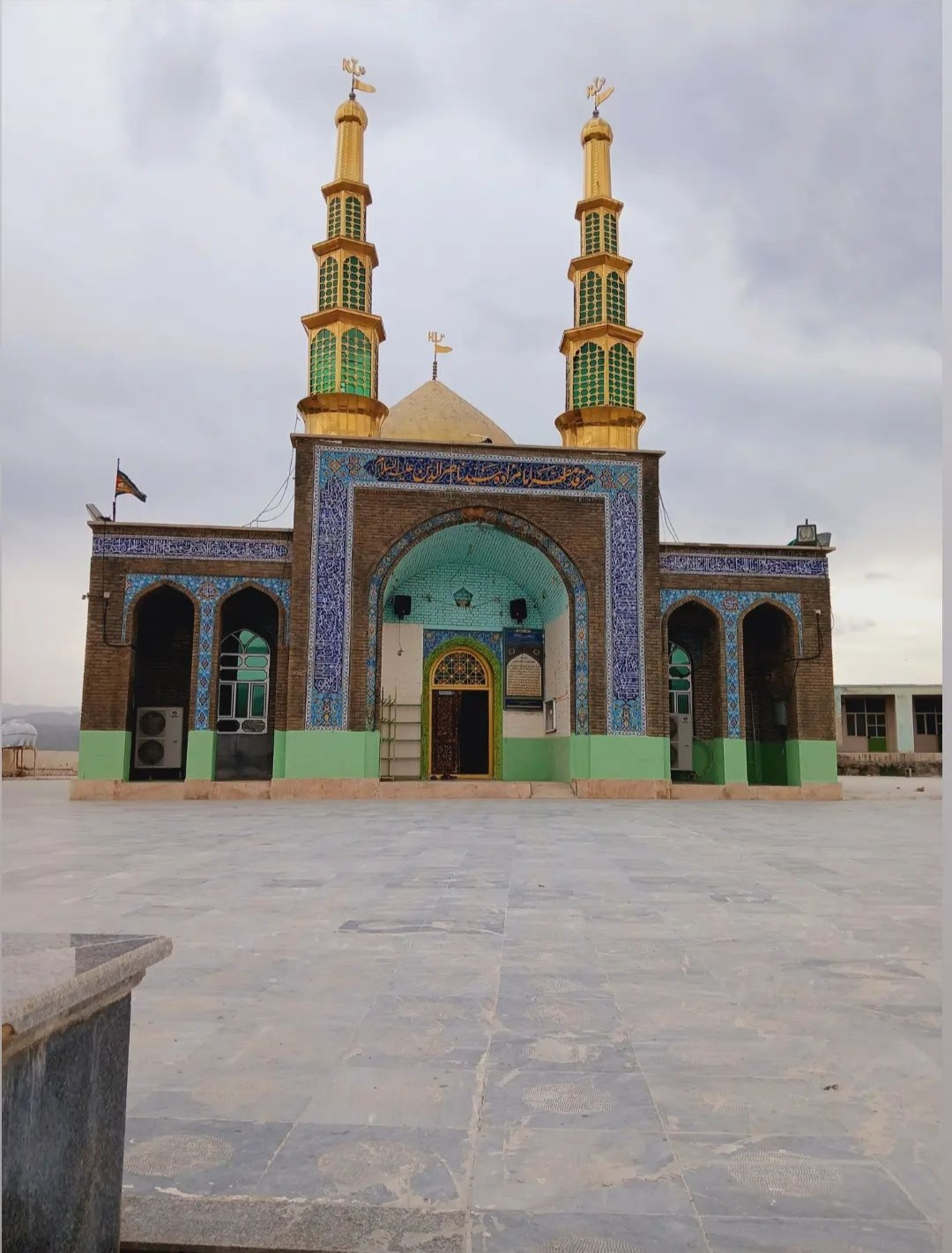
عکس از روبه روی گنبد و گلدسته امامزاده سید ناصرالدین در بهار ۱۴۰۳

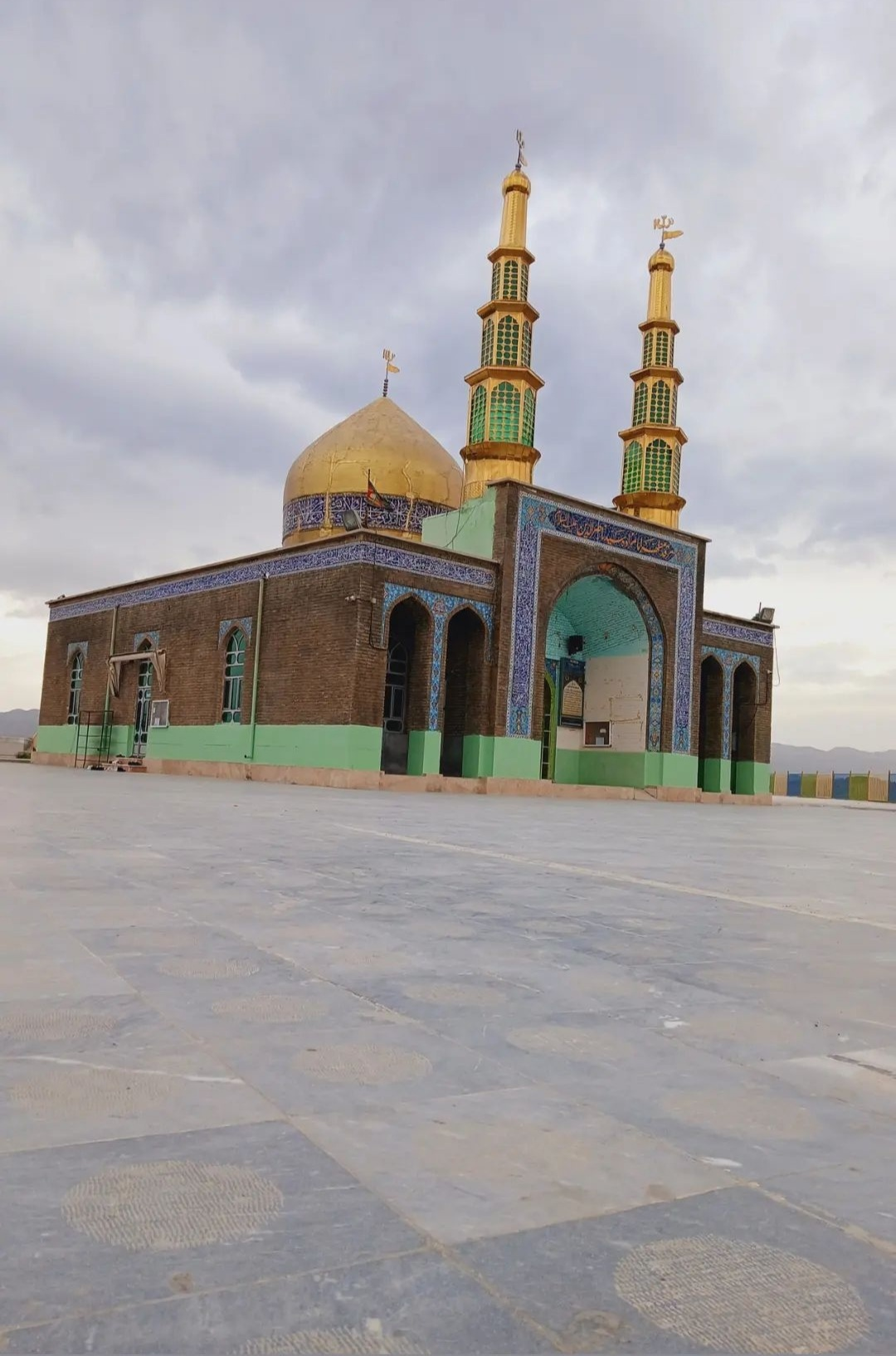
امامزاده سید ناصرالدین در بهار سال ۱۴۰۳

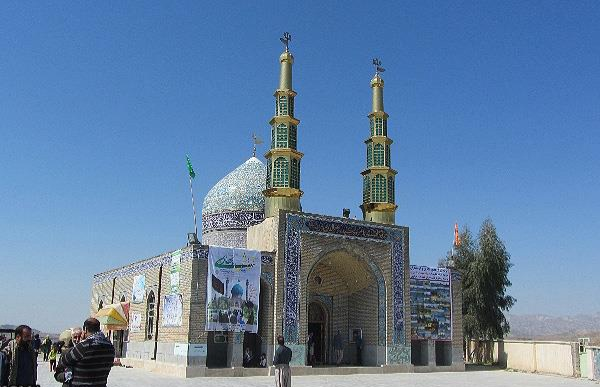
امامزاده سید ناصرالدین و ساکنین محلی آنجا

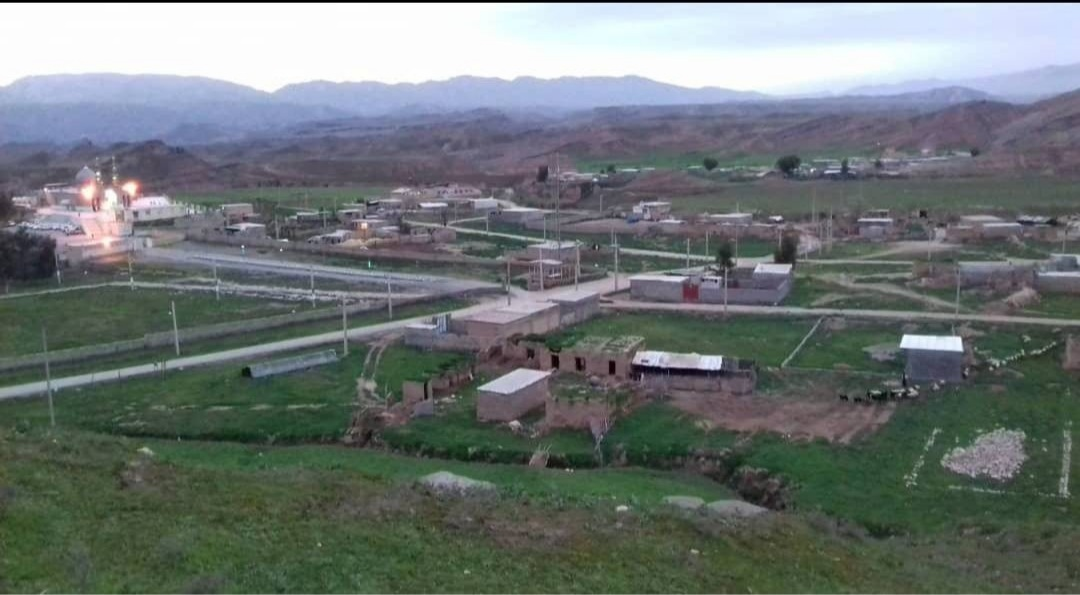
امامزاده سید ناصرالدین، از نمای بالای کوه‌های روستای علی‌آباد بزرگ

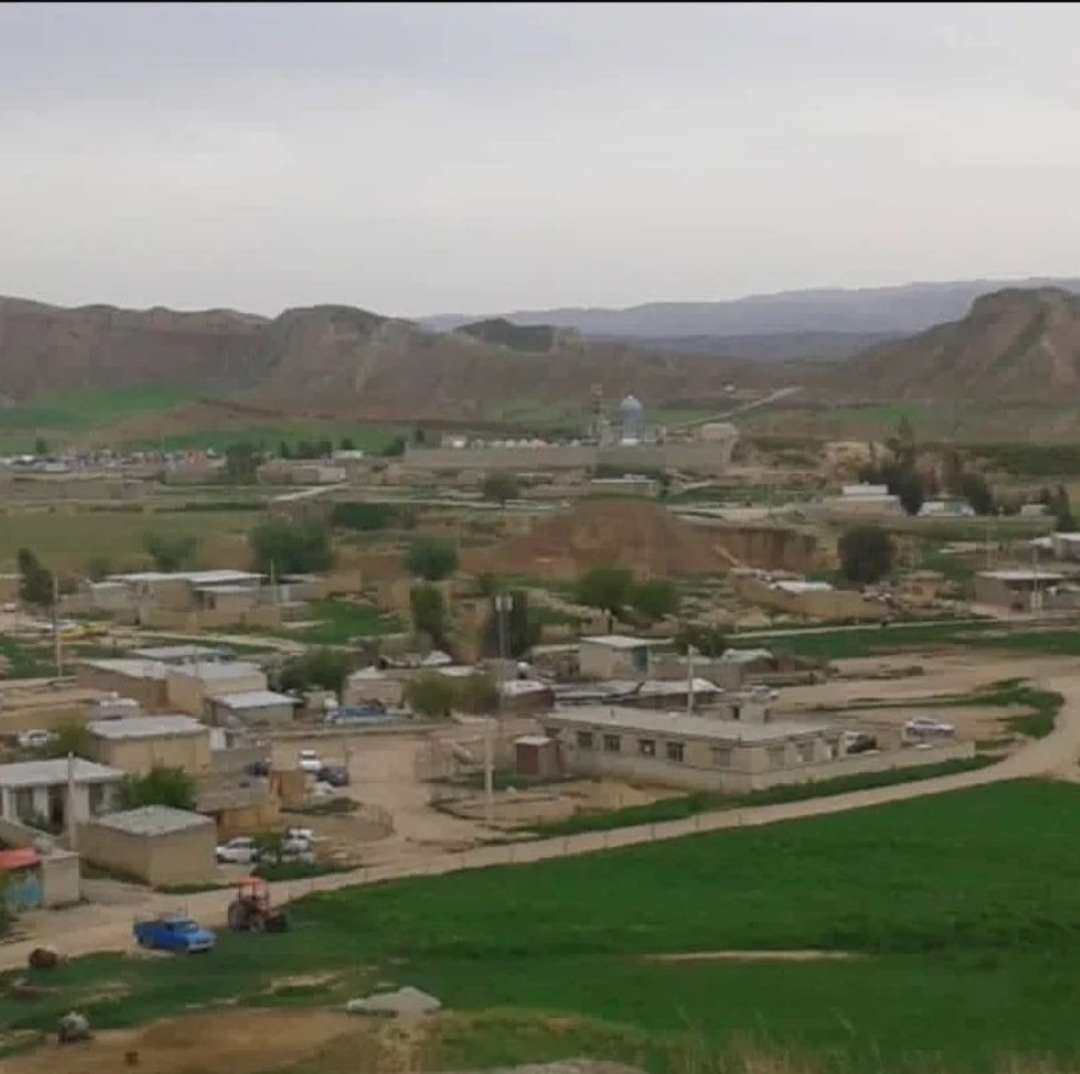
امامزاده سید ناصرالدین از نمای بالای کوه‌های روستای علی‌آباد کوچک (روستایی هجوار امامزاده)

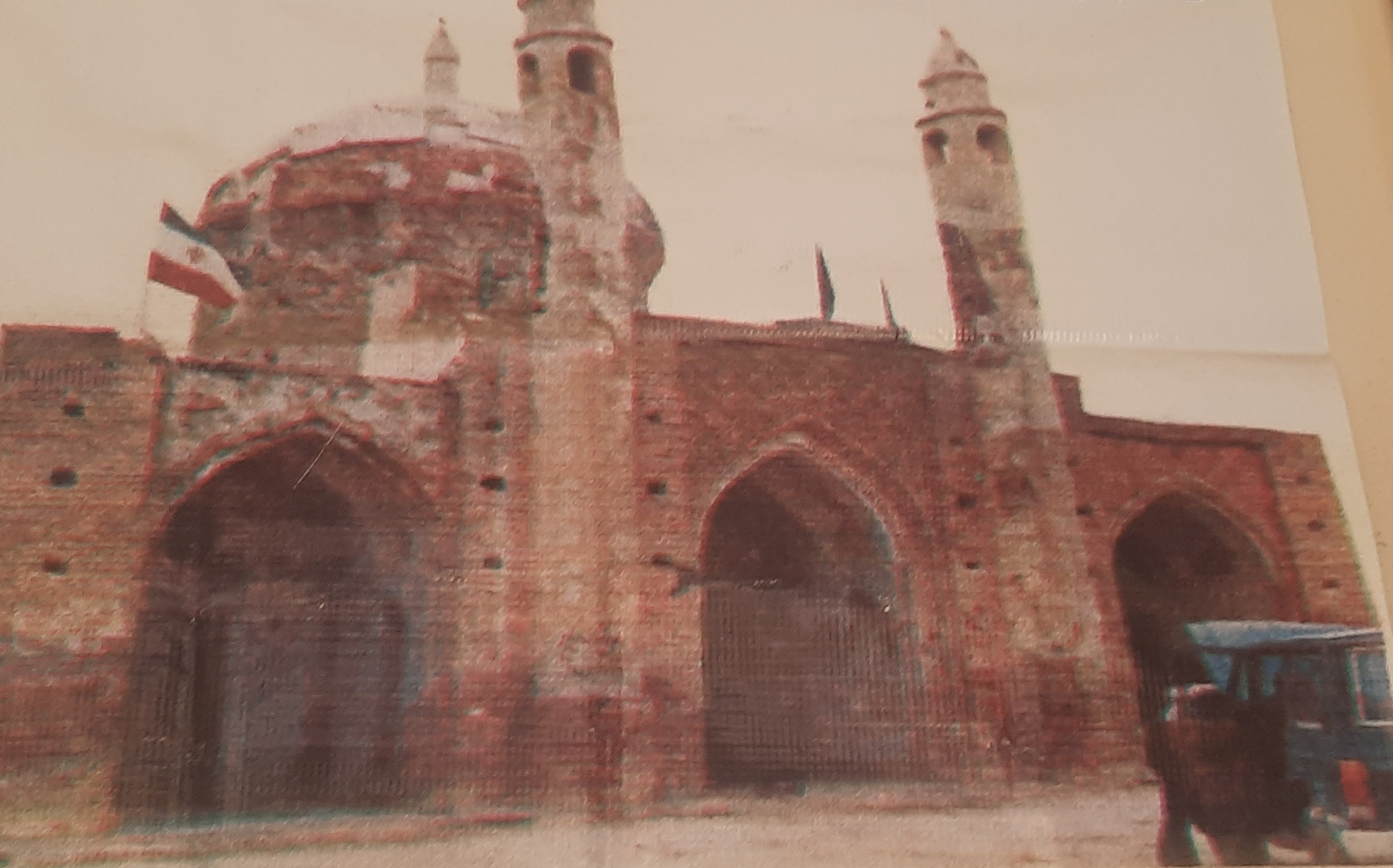
عکس قدیمی از امامزاده سید ناصرالدین

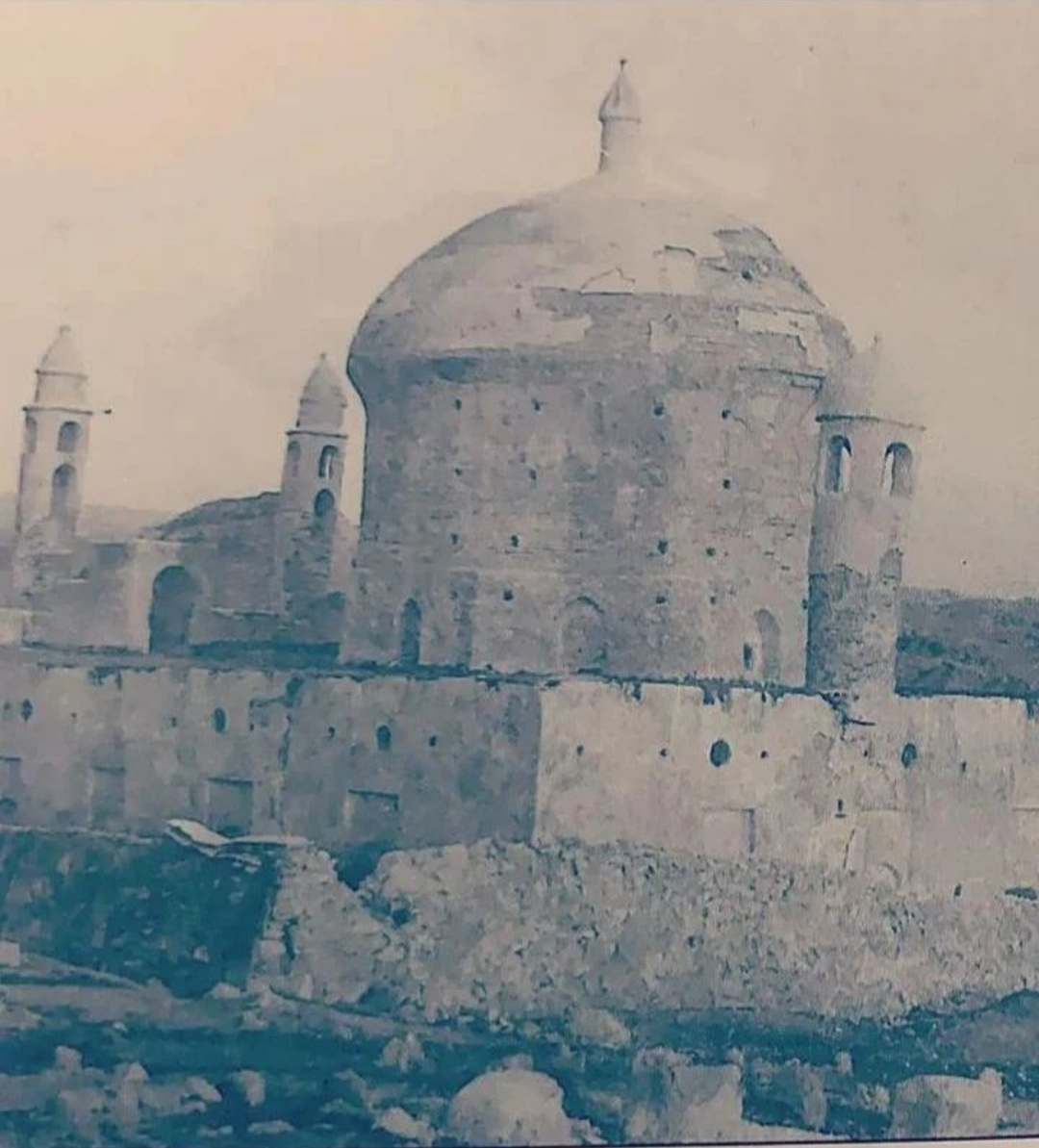
عکس قدیمی از امامزاده سید ناصرالدین